# Igrzyska Azjatyckie 1982
IX Igrzyska Azjatyckie – zawody sportowe państw azjatyckich, które odbyły się w dniach 19 listopada-4 grudnia 1982 w stolicy Indii, Nowym Delhi. Były to drugie igrzyska azjatyckie odbywające się w tym mieście. Po raz pierwszy sportowcy rywalizowali w Nowym Delhi w 1951 roku. W programie igrzysk znajdowały się 22 dyscypliny. Była to pierwsza edycja igrzysk azjatyckich zorganizowana pod egidą Olimpijskiej Rady Azji.

## Uczestnicy igrzysk
W IX Igrzyskach Azjatyckich wzięły udział 33 reprezentacje, będące członkami Międzynarodowego Komitetu Olimpijskiego. 
| - Afganistan - Bahrajn - Bangladesz - Chiny - Filipiny - Hongkong - Indonezja - Indie - Iran - Irak - Japonia - Jemen Południowy | - Jemen Północny - Jordania - Katar - Korea Południowa - Korea Północna - Kuwejt - Laos - Liban - Malezja - Malediwy - Mongolia - Birma | - Nepal - Oman - Pakistan - Singapur - Sri Lanka - Syria - Tajlandia - Wietnam - Zjednoczone Emiraty Arabskie |

## Konkurencje sportowe na IA 1982
IX Igrzyska Azjatyckie rozgrywano w 22 dyscyplinach sportowych.
| - Łucznictwo - Lekkoatletyka - Badminton - Koszykówka - Boks - Kolarstwo - Jeździectwo - Hokej na trawie | - Piłka nożna - Golf - Gimnastyka - Piłka ręczna - Wioślarstwo - Żeglarstwo - Strzelectwo - Pływanie | - Tenis stołowy - Tenis ziemny - Piłka siatkowa - Piłka wodna - Podnoszenie ciężarów - Zapasy |

## Klasyfikacja medalowa
| Miejsce | Reprezentacja    |     |     |     | Łącznie |
| 1       | Chiny            | 61  | 51  | 41  | 153     |
| 2       | Japonia          | 57  | 52  | 44  | 153     |
| 3       | Korea Południowa | 28  | 28  | 37  | 93      |
| 4       | Korea Północna   | 17  | 19  | 20  | 56      |
| 5       | Indie            | 13  | 19  | 25  | 57      |
| 6       | Indonezja        | 4   | 4   | 7   | 15      |
| 7       | Iran             | 4   | 4   | 4   | 12      |
| 8       | Pakistan         | 3   | 3   | 5   | 11      |
| 9       | Mongolia         | 3   | 3   | 1   | 7       |
| 10      | Filipiny         | 2   | 3   | 9   | 14      |
| 11      | Irak             | 2   | 3   | 4   | 9       |
| 12      | Tajlandia        | 1   | 5   | 4   | 10      |
| 13      | Kuwejt           | 1   | 3   | 3   | 7       |
| 14      | Syria            | 1   | 1   | 1   | 3       |
| 15      | Malezja          | 1   | 0   | 3   | 4       |
| 16      | Singapur         | 1   | 0   | 2   | 3       |
| 17      | Afganistan       | 0   | 1   | 0   | 1       |
| 18      | Liban            | 0   | 0   | 1   | 1       |
| 19      | Bahrajn          | 0   | 0   | 1   | 1       |
| 20      | Hongkong         | 0   | 0   | 1   | 1       |
| 21      | Katar            | 0   | 0   | 1   | 1       |
| 22      | Wietnam          | 0   | 0   | 1   | 1       |
| Razem   | Razem            | 199 | 199 | 215 | 613     |